# Crăiești
Crăiești (in ungherese Mezőkirályfalva, in tedesco Fürstendorf) è un comune della Romania di 994 abitanti, ubicato nel distretto di Mureș, nella regione storica della Transilvania. 
Il comune è formato dall'unione di 4 villaggi: Crăiești, Lefaia, Milășel, Nima Milășelului.